# Der Literarische Katzenkalender

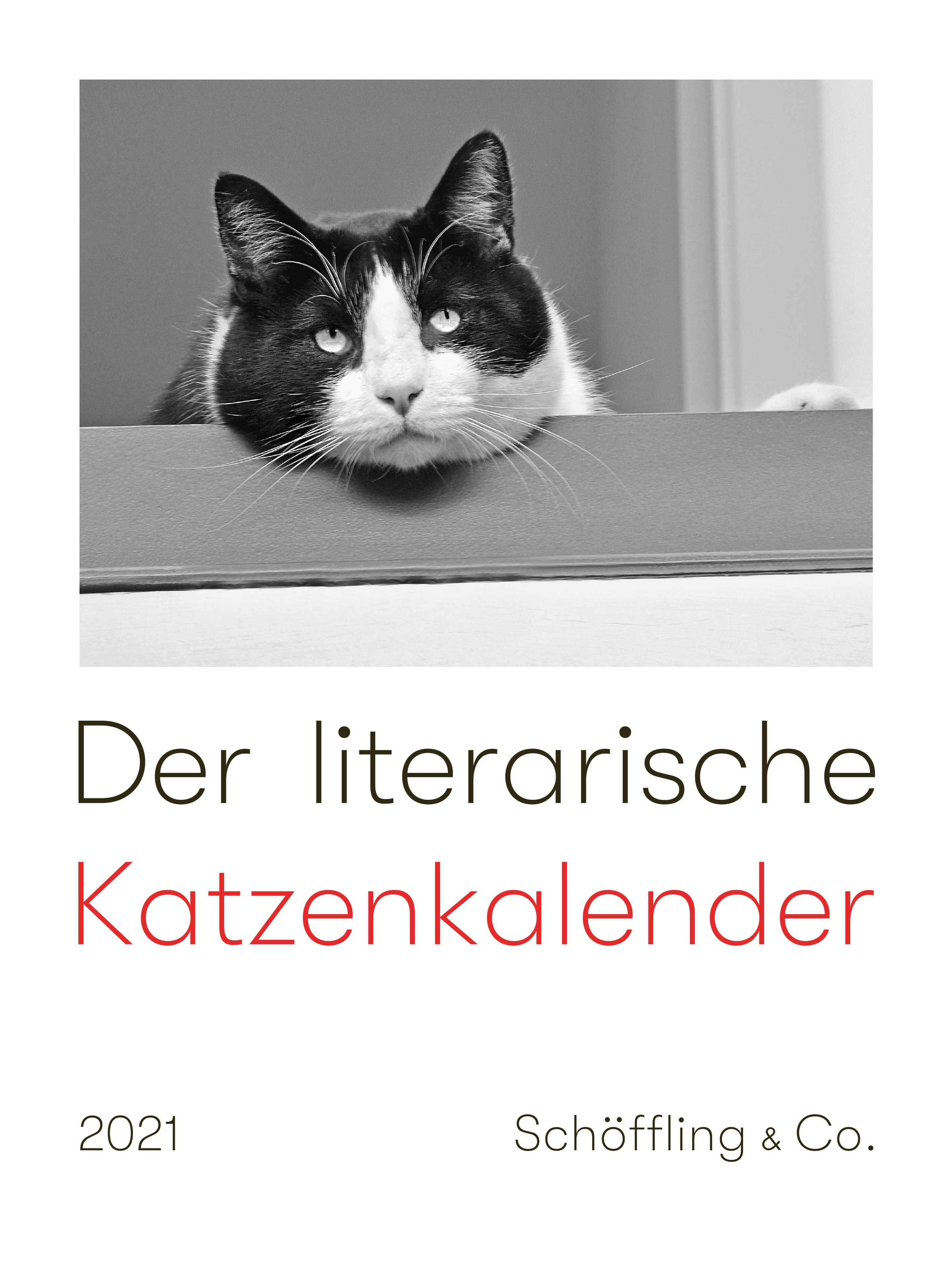
Der Literarische Katzenkalender 2021

Der Literarische Katzenkalender ist ein seit 1996 herausgegebener Wochenkalender des Schöffling-Verlags.

## Geschichte
Der ab 1996 jährlich von Ida Schöffling (1947–2025) unter dem Namen Julia Bachstein herausgegebene Kalender verbindet Literatur-Zitate mit Katzenbildern in Schwarzweißfotografie. Gestalterisches Markenzeichen ist die reduzierte Farbigkeit in Schwarz-weiß mit rot als Akzentfarbe für einige hervorgehobene Worte. Die literarischen Zitate belegen, dass es oft eine besondere Verbindung zwischen Schriftstellern und Katzen gibt. Ida Schöffling sagte: "Es gibt sehr viel mehr Literatur über Katzen als über Hunde. Und die Katzenmenschen lesen auch mehr." Der Kalender stellt das ökonomische Fundament des Verlages dar.
Der Kalender wurde 2003 von Elke Heidenreich in ihrer Fernsehsendung Lesen! gelobt. Die Fotos stammen von professionellen Fotografen wie Wolfgang Lauter oder Edith von Welser-Ude, aber auch von Fotoamateuren. 
Der Kalender erscheint in fünfstelliger Auflagenhöhe. 2011 kam der der Ableger Katzen Taschenkalender hinzu, 2019 Der literarische Katzen Wochenplaner.

## Auszeichnungen
- Kalenderpreis 2020 des Deutschen Buchhandels in der Kategorie Bester Longseller[9][10][11]

## Veröffentlichungen (Auswahl)
- Julia Bachstein: Der literarische Katzenkalender. Seit 1996[12]
- Julia Bachstein: Der literarische Katzen Taschenkalender. Seit 2011[12]
- Julia Bachstein: Der literarische Katzen Wochenplaner. Seit 2019[12]